# Johann Philipp von und zum Steinkallenfels
Johann Philipp von und zum Steinkallenfels (* 1668; † 10. November 1752) war Landkomtur in der Ballei Lothringen des Deutschen Ordens.

## Leben
Johann Philipp von und zum Steinkallenfels war der Sohn des Philipp Melchior von und zum Steinkallenfels und dessen Gemahlin Juliana Magdalena von Kotteritz. Vor der Aufnahme in den Deutschen Orden wurde mit der Aufschwörung die ritterbürtige Abstammung über 16 Generationen nachgewiesen und festgestellt.
Am 9. März 1698 legte er das Gelöbnis ab. Bis zu seiner Ernennung zum Komtur in Trier und Verwalter der Ballei Lothringen im Jahre 1701 nahm er an sieben Feldzügen zur „Verteidigung des Abendlandes“ gegen das Osmanische Reich in Ungarn und Italien teil. 1709 wurde er zum Komtur in der Kommende Beckingen ernannt und nach der Absetzung des Landkomturs Johann Heinrich von Metzenhausen durch den Deutschmeister Franz Ludwig von Pfalz-Neuburg am 14. August 1718 dessen Nachfolger im Amt. In Beckingen führte die Misswirtschaft einiger Komture zu erheblichen finanziellen Schwierigkeiten, so dass von Metzenhausen wegen Unfähigkeit entlassen wurde. Erst von und zum Steinkallenfels und seine Nachfolger konsolidierten die wirtschaftlichen Verhältnisse der Kommende. Am 20. Februar 1719 erhielt er die Ernennung zum Regierungspräsidenten in Mergentheim, wo sich von 1529 bis 1809 der Dienstsitz des Hoch- und Deutschmeisters befand. Diese Aufgabe nahm er bis zu seinem Ausscheiden auf eigenen Wunsch am 3. Juni 1729 wahr.
1719 ließ er die Kirche in Ramstein, die im Dreißigjährigen Krieg völlig zerstört wurde, neu errichten.
Kurfürst Clemens August von Bayern ernannte ihn am 10. Oktober 1732 zum Statthalter in Mergentheim. Auch auf dieses Amt verzichtete er am 10. Dezember 1736 freiwillig.

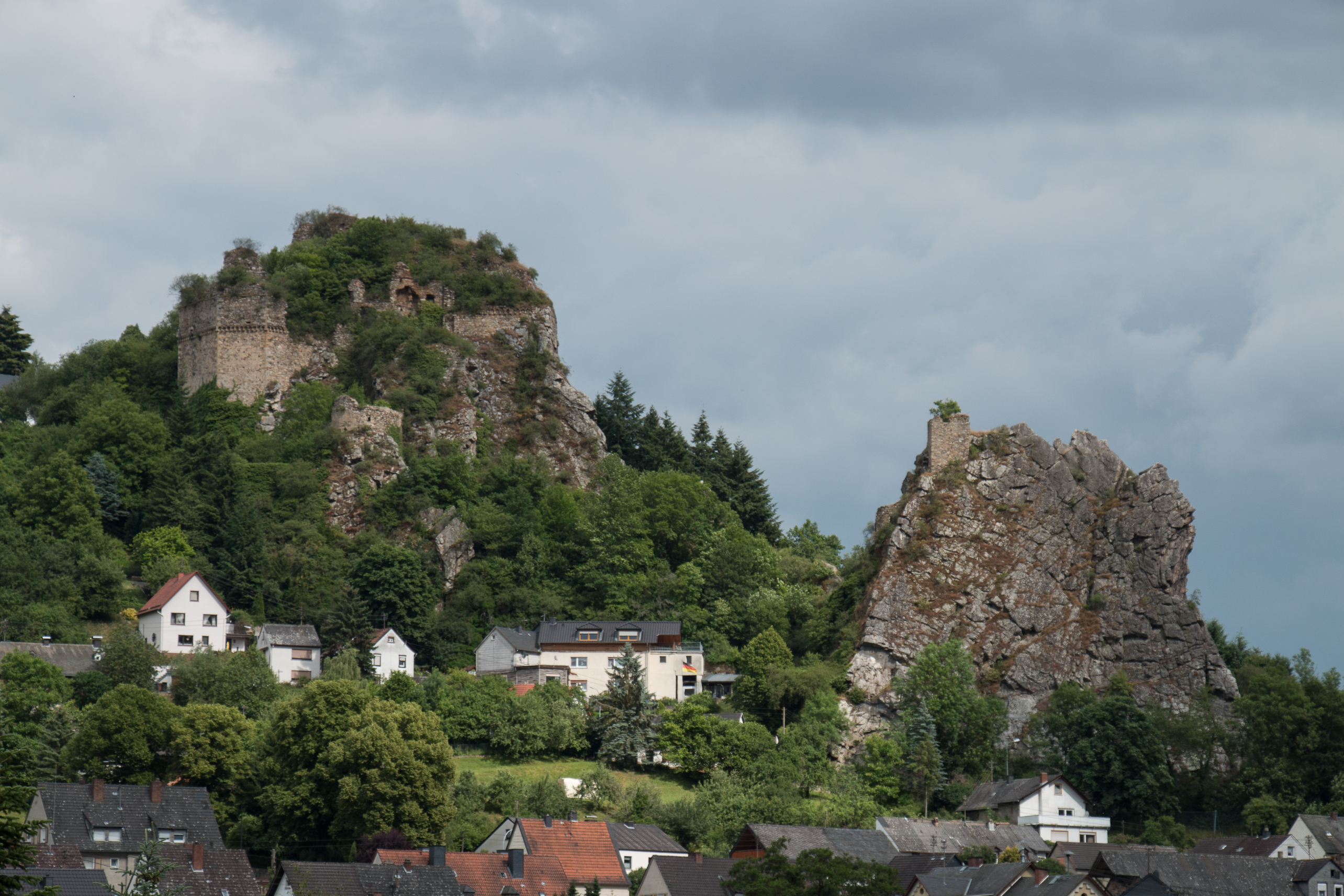
Die Burgen Stein und Kallenfels, Wohnstätte der Familien Steinkallenfels

Im Jahr darauf ließ er den Deutschherrenhof in Rheinhessen renovieren und umbauen. 
Er war Mitglied der Ordenskommission bei der Wahl des Kaisers Karl VII. am 24. Januar 1742 in Frankfurt/Main.